# Halo 3
Halo 3 è un videogioco sparatutto in prima persona del 2007, sviluppato da Bungie Studios e pubblicato da Microsoft Game Studios in esclusiva per Xbox 360. Diversi anni dopo è uscito anche per Xbox One e Windows. Si tratta del terzo capitolo della fortunata saga di videogiochi Halo, successivo  a Halo: Combat Evolved del 2001 e al secondo lavoro del 2004 intitolato Halo 2.
La storia di Halo 3 si concentra su una guerra interstellare in corso nel XXVI secolo tra l'umanità, un'alleanza di razze aliene nota come Covenant e dei parassiti alieni conosciuti con il nome di Flood. Il giocatore veste i panni di Master Chief, un supersoldato dotato di una solida armatura con cui combatte i Covenant e i Flood. Il gioco presenta veicoli, armi ed elementi di gioco non presenti nei titoli precedenti della serie, oltre a concedere la possibilità di registrare filmati di gioco, condividere dei file multimediali e usufruire dell'editor di mappe detto Fucina, uno strumento che consente al giocatore di apportare modifiche alle mappe del multigiocatore.
La Bungie cominciò a sviluppare Halo 3 poco dopo la messa in commercio di Halo 2, con il gioco che andò annunciato ufficialmente all'E3 del 2006. La sua uscita fu preceduta da una beta multiplayer aperta a giocatori selezionati che avevano acquistato il gioco Xbox 360 Crackdown, esclusivo per la console. Microsoft fece uso di una campagna marketing colossale, cercando sia di convincere i consumatori ad acquistarlo assieme alla console di gioco di recente creazione sia di allargare il bacino degli interessati a coloro che non avevano provato i capitoli precedenti di Halo; il marketing includeva promozioni incrociate e un alternate reality game. Il gioco vide infine la messa in commercio nel settembre del 2007.
Halo 3 incassò 170 milioni di dollari nel primo giorno di uscita e 300 milioni nella prima settimana. Più di un milione di persone giocarono a Halo 3 su Xbox Live nelle prime venti ore. Ad oggi, Halo 3 ha fatto registrare l'acquisto di oltre 14,5 milioni di copie. Il gioco è risultato il videogioco più venduto del 2007 negli Stati Uniti, ma ha conseguito numeri egualmente notevoli anche in Europa. Nel complesso, il gioco è stato accolto molto bene dalla critica, con modalità quali la Fucina e il multigiocatore ritenute il cavallo di battaglia dell'opera; tuttavia, alcuni revisori hanno criticato alcune caratteristiche della campagna, in particolare la trama e il layout della stessa. I pareri più elogiativi hanno spesso indicato Halo 3 tra i più grandi videogiochi di tutti i tempi. La vendita di un prequel del gioco, Halo 3: ODST, è stata resa accessibile in tutto il mondo nel settembre del 2009. Un sequel, dal titolo di Halo 4, venne invece pubblicato nel novembre del 2012 e a curarlo risultò la 343 Industries, sostituendo quel ruolo che prima era stato della Bungie. Halo 3 è stato ripubblicato come parte della Halo: The Master Chief Collection per Xbox One nel novembre 2014 e per Microsoft Windows nel luglio 2020.

## Trama

### Ambientazione

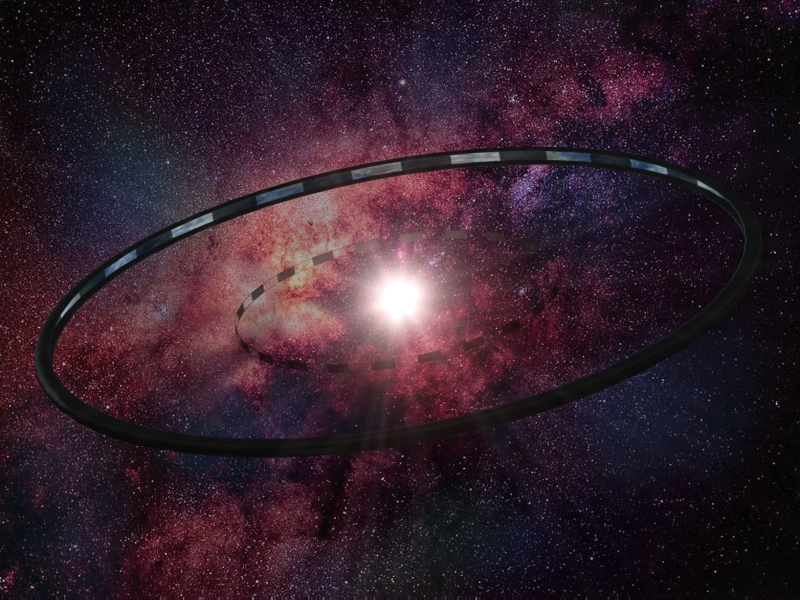
Il mondo ad anello de I burattinai di Larry Niven (Ringworld), elemento a cui l'azienda sviluppatrice Bungie si è ispirata per creare l'universo della saga di Halo

Le vicende di Halo 3 avvengono nell'universo fantascientifico del franchise di Halo. Gli eventi della saga cominciano centinaia di migliaia di anni fa, quando i Precursori, una razza aliena con elevatissime conoscenze tecnologiche, si trovavano impegnati in un conflitto contro una specie parassitica molto pericolosa nota come Flood. Esaurita ogni altra strategia e svanita qualsiasi possibilità di prevalere sul nemico, i Precursori costruirono gli Halo, degli enormi mondi a forma di anello dal diametro compreso tra migliaia e decine di migliaia di chilometri e sparsi in vari angoli della galassia. La loro attivazione da parte dei suoi creatori comportò l'annientamento di ogni essere di vita senziente nella galassia, con il risultato che i Flood si trovarono privati del proprio nutrimento. Malgrado i Precursori si estinsero, alcuni campioni Flood sopravvissero sulla superficie di alcune installazioni. Negli anni 2552 e 2553, l'umanità è impegnata in una logorante guerra con un'alleanza genocida di razze aliene nota come Covenant. In Halo: Combat Evolved, mentre abbandonava il pianeta Reach inseguita dai Covenant, la nave dell'UNSC Pillar of Autumn si imbatte in uno di questi mondi ad anello, l'installazione 04. Contravvenendo ai desideri del custode dell'anello 343 Guilty Spark, un'intelligenza artificiale creata dai Precursori, il supersoldato umano Master Chief distrugge l'anello per fermare la minaccia costituita dalla mega-arma ed impedire che i Flood scoperti su Halo lo abbandonino. Una flotta Covenant giunge nel frattempo sulla Terra nel corso di Halo 2. Venendo battuti negli scontri, gli alieni abbandonano il pianeta viaggiando nell'iperspazio e, ignari della natura distruttiva degli anelli, tentano di attivare un'altra installazione, la numero 05, poiché convinti che tramite tale azione potranno ricongiungersi con i Precursori, da loro venerati alla stregua di divinità. Una delle razze dei Covenant, gli Élite, scopre la verità sugli anelli e si unisce alle forze umane allo scopo di impedire che Halo venga azionato. Malgrado la nuova alleanza riesca nel suo intento, l'arresto imprevisto dell'installazione 05 attiva un protocollo di emergenza che mette in stand-by ogni altro Halo, con il risultato che il processo di attivazione potrà essere sbloccato da un unico luogo nell'universo, la cosiddetta Arca (o Installazione 00). Ancora cieco sulla vera natura degli anelli, il Profeta della Verità, divenuto leader supremo dei Covenant, guida i combattenti al suo servizio sul pianeta Terra, dove credono che l'Arca sia sepolta.

### Storia
Dopo gli eventi del fumetto Halo: Uprising, Master Chief arriva sulla Terra in Kenya, nell'Africa orientale, dove viene trovato dal sergente Johnson e dall'Arbiter. Chief e la compagnia tornano in un avamposto UNSC dove Keyes e Lord Hood pianificano una grande offensiva per impedire al leader dei Covenant, il Profeta della Verità, di attivare un artefatto dei Precursori che i Covenant stanno scavando sottoterra. Chief contribuisce a distruggere le difese antiaeree Covenant in modo che Hood possa guidare l'ultima delle navi terrestri contro il Profeta, ma Verità riesce comunque nel suo intento e apre un portale poi varcato da lui e dalla flotta al suo seguito. Proprio mentre i Covenant abbandonano la Terra, una nave infestata dai Flood si schianta nelle vicinanze del portale; le forze degli Élite, alleatesi con gli umani, arrivano e vetrificano le aree già infettate dal parassita, arrestando la contaminazione. A seguito di un messaggio che Cortana ritrovato a bordo della nave Flood, Chief, l'Arbiter, gli Élite, Johnson, Keyes e le truppe dell'UNSC seguono Verità attraverso il portale. Si unisce a loro 343 Guilty Spark, che aiuta Chief poiché rimasto senza uno scopo dopo la distruzione dell'anello che era chiamato a sorvegliare.
Entrati nel portale, gli umani e gli Élite scoprono un'immensa struttura artificiale conosciuta come l'Arca, situata ben oltre i confini della galassia della Via Lattea. Da quel punto, Verità spera di attivare a distanza tutti gli anelli contemporaneamente. I Flood arrivano a bordo di Alta Opera, contagiata nel precedente capitolo, e iniziano a infestare l'installazione. Verità cattura Johnson, poiché ha bisogno di un essere umano per utilizzare la tecnologia dei Precursori. Keyes viene uccisa nel tentativo di salvare Johnson, che viene costretto ad attivare gli anelli. La Mente Suprema stringe una tregua con Chief e l'Arbiter allo scopo di fermare Verità e sconfiggere il resto del suo esercito, con il risultato che Johnson viene salvato e il pericolo rappresentato dalle installazioni attivate viene scongiurato. Dopo che l'Arbiter uccide Verità, la Mente Suprema volta le spalle a Chief e all'Arbiter e gli indirizza contro dei parassiti.
Chief, l'Arbiter e Guilty Spark scoprono che nell'Arca è presente un altro Halo, ironicamente funzionale a sostituire quello che lo Spartan aveva precedentemente distrutto. Chief decide di attivare l'anello al fine di eliminare l'infestazione Flood sull'Arca, un luogo talmente remoto da impedire che la galassia possa essere lambita dalla distruzione. Per attivare Halo, Chief salva Cortana, che possiede l'Indice di attivazione dell'Halo distrutto. Dopo averla recuperata, Chief attiva l'autodistruzione di Alta Opera e distrugge la città consumata dai Flood fuggendo assieme all'Arbiter su un Pelican. Sbarcato sul nuovo Halo, Cortana avverte che la Mente Suprema sta cercando di ricostruirsi sulla superficie dell'anello. Chief, l'Arbiter e Johnson si recano nella sala di controllo di Halo per attivare l'installazione prima che sia troppo tardi. Tuttavia Guilty Spark si dimostra contrario, in quanto un'attivazione prematura dell'anello avrebbe distrutto sia la struttura sia l'Arca. Quando Johnson ignora il suo avvertimento, Guilty Spark lo ferisce mortalmente per proteggere il "suo" anello. Sebbene Chief riesca a distruggere Guilty Spark, Johnson muore per via delle ferite riportate. Lo Spartan attiva l'anello e sfugge all'autodistruzione sulla fregata UNSC Forward Unto Dawn. Tuttavia, la forza dell'esplosione di Halo fa crollare il portale dell'iperspazio, con il risultato che solo la metà anteriore della Forward Unto Dawn, con a bordo l'Arbiter, fa ritorno sulla Terra.
Sul terzo pianeta del sistema solare si tiene una funzione commemorativa per gli eroi caduti della guerra tra umani e Covenant, durante la quale l'Arbiter e Lord Hood tengono un breve scambio di battute riguardo al caduto Master Chief. Dopo il servizio funebre, l'Arbiter e i suoi compagni di razza partono per il loro pianeta natale, Sangheilos. Nel frattempo, la metà posteriore della Forward Unto Dawn procede alla deriva in uno spazio sconosciuto. All'interno si scopre che in realtà Chief non è morto: Cortana lancia un segnale di soccorso, ma riconosce che potrebbero volerci molti anni prima che vengano salvati. Quando Master Chief entra in sonno criogenico, Cortana gli confida che le mancherà, ma lui la conforta dicendole «svegliami quando hai bisogno di me». Se il gioco viene completato al livello di difficoltà Leggendaria, la scena prosegue mostrando quanto rimane della Forward Unto Dawn che procede alla deriva verso un pianeta artificiale sconosciuto, detto Requiem, dove si svolgono gli eventi di Halo 4.

## Personaggi
Il protagonista di Halo 3 è il sottufficiale John-117, un supersoldato di classe Spartan noto come Master Chief. Questi combatte al fianco dell'Arbiter, un comandante Élite Covenant caduto in disgrazia per non aver impedito a Master Chief di distruggere l'installazione 04 nel corso degli eventi di Halo: Combat Evolved. Tuttavia, a differenza del capitolo passato, l'Arbiter non è più un personaggio giocabile (tranne nel multi-giocatore). Altri due personaggi Elite, N'tho 'Sraom e Usze "Taham, risultano disponibili come terzo e quarto giocatore nel momento in cui si procede a compiere la campagna in cooperativa. Tra i vari personaggi di Halo 3, si segnalano anche figure varie del precedente capitolo, inclusi il sergente Avery Johnson e Miranda Keyes. Una seconda comparsa fa anche la guida dei Flood, conosciuta come Mente Suprema. In Halo 2, quest'ultima Suprema riesce a fuggire dal luogo in cui è rinchiusa sull'Installazione 05, invade la capitale dei Covenant, una mastodontica astronave nota come Alta Opera, ed entra in contatto con l'IA assegnata a Master Chief, Cortana.

## Modalità di gioco
Halo 3 è un videogioco sparatutto in cui i giocatori sperimentano principalmente il gameplay da una prospettiva in prima persona. Benché la maggioranza delle sequenze riguardino combattenti di fanteria, alcuni segmenti comprendono l'utilizzo di veicoli, durante i quali la visuale passa in terza persona. Il gameplay si concentra sul "Triangolo d'oro di Halo", il quale comprende praticamente quasi sempre per il giocatore la facoltà di utilizzare armi, granate e attacchi in corpo a corpo. I giocatori possono equipaggiare con due mani alcune armi per una potenza di fuoco ulteriore, rinunciando però all'uso di granate e abbattimenti in corpo a corpo. A differenza dei capitoli precedenti, l'arma secondaria del giocatore è visibile, oltre che sull'interfaccia personale, sul fianco o appesa alla schiena del personaggio. In Halo 3 sono presenti nuove armi di supporto e ingombranti armi a due mani che rallentano il giocatore quando trasportate, offrendo però al contempo una potenza di fuoco notevolmente maggiore.
Oltre al rinnovato arsenale, Halo 3 contiene una nuova classe di strumentazioni detti equipaggiamenti; questi oggetti hanno vari effetti, che vanno da schermi difensivi alla rigenerazione degli scudi e a conseguenze tipiche di una granata accecante. È possibile trasportare soltanto un equipaggiamento per volta. Il numero dei veicoli è salito di numero e, inoltre, anche le intelligenze artificiali alleate sono in grado di guidarli.
Halo 3 contiene anche delle modalità non inerenti né alla campagna né prettamente concepite per essere giocate in multiplayer, malgrado funzionali a realizzare delle mappe potenzialmente condivisibili con la community tramite delle modifiche, ovvero la Fucina. Quest'ultima opzione consente agli utenti di inserire e rimuovere oggetti di gioco quali armi, casse, veicoli e altri elementi nelle mappe multiplayer esistenti. I giocatori possono accedere a partite in corso compiute da amici in Fucina e modificare e manipolare oggetti in tempo reale. Un tetto massimo rappresentato dal budget limita però il numero di oggetti che possono essere posizionati. I giocatori possono anche salvare fino a 100 filmati di gioco sul disco rigido della propria Xbox 360, osservando l'azione da qualsiasi angolo e a velocità diverse. Halo 3 offre una forma di condivisione di file, in cui elementi come film salvati, schermate e varianti personalizzate possono essere caricati sul sito web ufficiale della Bungie. Chiunque può sfogliare il contenuto creato dagli utenti e decidere di scaricarlo automaticamente sulla propria console ogni volta che accede a Xbox Live su Halo 3.
La modalità storia o campagna di Halo 3 può essere giocata da solo o in cooperativa con un massimo di altri tre giocatori tramite Xbox Live o System Link. Anziché vestire ognuno le medesime vesti, ogni giocatore in cooperativa, a differenza dei precedenti giochi Halo, impersona una figura diversa: il primo giocatore combatte nei panni di Master Chief, il secondo giocatore come Arbiter e gli ultimi due utenti che controllano gli Élite Covenant N'tho 'Sraom e Usze 'Taham. Ogni giocatore ha abilità identiche, anche se le armi iniziali variano. I teschi nascosti rinvenibili in ogni livello causano modifiche al funzionamento del gioco quando abilitati, confederando ad esempio ai nemici salute extra, comportando delle modifiche ai dialoghi di gioco o modificando il comportamento dell'IA. Questi malus, uniti al livello di difficoltà e alla velocità di completamento del livello, forniscono moltiplicatori al punteggio totale. I giocatori ottengono dei punti gamerscore per aver sbloccato degli obiettivi raggiungendo un determinato punteggio in ogni livello.
La rete locale (LAN) e Xbox Live supportano fino a sedici giocatori in partite multiplayer, con modalità di gioco che includono variazioni del classico deathmatch e di cattura la bandiera. I giocatori devono cercare attivamente altri utenti tramite l'elenco degli amici di Xbox Live, utilizzando il sistema di invito alle feste o la funzione di ricerca LAN per giocare a partite multiplayer con le proprie regole e mappe personalizzate. Se è connesso a Xbox Live, tuttavia, un giocatore può scegliere di fare in modo che il server decida per lui le regole esatte e la mappa su cui disputare una partita, oltre a trovare altre persone con cui giocare sfruttando il sistema del "Matchmaking" (ovvero un meccanismo automatizzato che raggruppa i giocatori con abilità simili). Un giocatore deciderà da una selezione di "playlist" progettate dagli sviluppatori, ciascuna delle quali contiene un determinato tipo di partita.
Come altri titoli multiplayer per Xbox 360, Halo 3 utilizza una versione personalizzata del sistema di classificazione TrueSkill per il suo matchmaking in base alla playlist. Esiste inoltre un sistema basato sui ranghi militari per valutare il livello di esperienza di un giocatore. Per aiutare i giocatori a divertirsi online, sono state implementate diverse funzioni per rendere più godibile il multiplayer, come le opzioni di segnalazione/feedback di un determinato giocatore, il silenziamento di una chat vocale e altre possibilità minori. Allo stesso modo di Halo 2, anche Halo 3 supporta contenuti scaricabili e aggiornamenti. I servizi online per la versione Xbox 360 originale del gioco sono andati offline nel gennaio del 2022.

## Sviluppo
Halo 2 rappresentò un grande successo commerciale e fu ben apprezzato dalla critica, ma il suo sviluppo ebbe un suo impatto sulla Bungie. Lo sviluppo del gioco risultò complicato e affrettato, con il risultato che l'ultimo atto pensato per la campagna venne abortito. La Bungie si rivelò sinceramente dispiaciuta per le carenze presenti nel gioco, ragion per cui considerò un terzo Halo come un'opportunità per "ingraziarsi" di nuovo i fan dopo i problemi di Halo 2; inoltre, all'epoca era consapevole del fatto che si sarebbe trattato dell'ultimo Halo di cui si sarebbe occupata prima di passare ad altri progetti. La persistente insoddisfazione per l'acquisizione di Bungie da parte di Microsoft nel 2000 e il desiderio di una partecipazione agli utili più favorevole su Halo 3 portarono a un accordo ai sensi del quale l'azienda sviluppatrice sarebbe diventata uno studio indipendente dopo aver spedito un determinato numero di nuovi prodotti legati al franchise Halo.
Dopo la pubblicazione di Halo 2, il cofondatore di Bungie Jason Jones scelse di prendersi un anno sabbatico, lasciando il team di Halo 3 con poca direzione o leadership; diversi membri dello staff scatenarono una lotta interna su chi avrebbe assunto posizioni creative per il nuovo gioco e non fu decisa una chiara direzione creativa. Lo sceneggiatore Joseph Staten si allontanò temporaneamente dopo essere entrato in conflitto con altri membri dello staff, con il risultato che non comparve una chiara e sicura figura che avesse supervisionato la creazione della storia del gioco e lo sviluppo. La storia venne redatta da un comitato, quindi presentata ai membri senior della Bungie. Il compositore Martin O'Donnell ricordò di aver presentato molte remore sul fatto che la bozza avrebbe funzionato, poiché escludeva i personaggi precedenti e i fili della trama apparivano un po' sconnessi. Dopo aver visto di recente il film Serenity, egli insistette sul fatto che qualche personaggio avrebbe dovuto morire per aumentare la tensione della trama. Staten fece ritorno quando si scelse di apportare delle modifiche alla storia principale mentre essa prendeva vita.
Halo 2 aveva reso popolare il matchmaking multiplayer online e funzionalità social come i party di giocatori e le chat vocali. La Xbox 360 integrò molte funzionalità simili in Xbox Live, ma mutò il sistema sottostante. Il designer Max Hoberman ricordò che, anziché curare nuove funzionalità, trascorse un anno a riparare delle funzionalità affette da problematiche. Rispetto al ritmo frenetico dello sviluppo di Halo 2, il quale vide dei tagli dolorosi per spedire il gioco in tempo, lo staff della Bungie ricordò come lo sviluppo di Halo 3 risultò assai più fluido, con il maggior tempo a disposizione che consentì l'aggiunta della modalità Fucina. L'azienda cercò di lavorare quanto più sotto traccia possibile, lasciandosi andare nel proprio aggiornamento settimanale a mere allusioni a un «nuovo progetto». Il gioco venne ufficialmente annunciato con un trailer intermezzo in real-time all'E3 del 2006.
Rispetto ai prolungati silenzi verso il pubblico durante la lavorazione di Halo 2, la Bungie si comportò in maniera maggiormente trasparente sull'andamento dello sviluppo di Halo 3. La Bungie informò gli appassionati sulle condizioni del gioco tramite aggiornamenti settimanali sul proprio sito web. Durante lo sviluppo, il gioco fu diviso in build del giocatore singolo e del multigiocatore; ciò rese più celere il debug e il testare i file multiplayer molto più piccoli. Mentre i dettagli del multiplayer di Halo 3 ricevettero ampia diffusione nei sedici mesi antecedenti all'uscita, gli aspetti della trama in giocatore singolo restarono relativamente sconosciuti per gran parte dello sviluppo al fine di aumentare l'interesse. I primi screenshot della campagna apparvero solo a un anno di distanza dal trailer dell'annuncio, il 5 luglio 2007, cercando di accrescere l'attesa.
Quattro mesi prima del lancio ebbe luogo un beta test aperto al pubblico e inerente alle funzionalità multiplayer online del gioco, così come ai filmati salvati e alla condivisione di file. Affinché fosse possibile accedere alla versione beta, si pose come condizione l'acquisto del disco Crackdown.
Il comportamento delle IA nemiche modo fu rianalizzato e migliorato, specie con riferimento ai Brute, che si comportano tentando di muoversi in "branco" e sanno reagire variamente alle situazioni di pericolo.

### Grafica
Halo 3 utilizza un motore grafico proprietario interno. Il comparto grafico sfrutta tecnologie quali il rendering ad alta gamma dinamica, l'illuminazione globale ed effetti di profondità di campo all'interno dei filmati. I difetti di nitidezza tipici del mosso erano assenti dalla beta, ma furono poi aggiunti nella versione finale. La maggior parte degli oggetti dinamici nel gioco proietta ombre in tempo reale su se stessa e sull'ambiente circostante, inclusa la flora. Halo 3 sfrutta il normal mapping, il bump mapping e la mappatura parallasse per conferire alle superfici maggiori dettagli senza aumentare drasticamente il numero di poligoni. I giocatori possono scorgere fino a 16 km di distanza elementi completamente tridimensionali. Il motore è in grado di riflettere in tempo reale, ma spesso tale funzione non viene utilizzava poiché la Bungie la considerava uno spreco di risorse. Halo 3 impiega due frame buffer anziché uno solo come in passato, circostanza che ha consentito agli sviluppatori di preservare quanta più gamma dinamica possibile per l'illuminazione del gioco senza impattare negativamente sul frame rate. Di conseguenza, il gioco esegue il rendering in modo nativo con una risoluzione di 1152 × 640 anziché 720p. La qualità sale fino a 1080p su Xbox 360. Halo 3 è stato anche migliorato per Xbox One X, con un rendering portato a 1920p e un upscaling a 2160p in HDR a 30 fps solidi.

## Comparto sonoro
Come per tutti i titoli su Xbox 360, Halo 3 supporta completamente il Dolby Digital surround 5.1. Nel gioco esistono oltre 50.000 brani audio, di cui quasi 40.000 risultano dialoghi di personaggi non giocanti. Si tratta di un numero decisamente più elevato rispetto ai precedenti titoli, con Halo 2 che per esempio faceva registrare oltre 15.000 dialoghi. L'IA che controlla i dialoghi è progettata per garantire che gli scambi di battute avvengano in modo naturale e convincente. Si effettuarono registrazioni separate per spari vicini e lontani al fine di creare un'esperienza sonora più realistica nella versione beta pubblica, e il gioco finito utilizza i plug-in forniti da Waves Audio per modificare la finestra di dialogo e altro audio nel gioco a seconda delle condizioni. I suoni distanti degli spari, che a primo impatto risultano suoni ambientali preregistrati, possono spesso invece costituire il risultato di uno scontro a fuoco che avviene davvero in altre aree del gioco.

### Doppiaggio
Nella versione originale, vari doppiatori rivestirono in Halo 3 i ruoli già assunti nei capitoli precedenti; si pensi a Jen Taylor nei panni di Cortana, a David Scully come il sergente Johnson e gli Élite, Keith David nelle vesti dell'Arbiter, Tim Dadabo come 343 Guilty Spark, Ron Perlman come Lord Hood, Robert Davi come Rtas 'Vadum, e Steve Downes come la voce di Master Chief. Il gioco presenta anche nuove voci, con Terence Stamp e Justis Bolding che sostituiscono rispettivamente i doppiatori di Halo 2 Michael Wincott e Julie Benz come il Profeta della Verità e Miranda Keyes. Altre voci includono il presentatore di celebrità Jonathan Ross, Nathan Fillion, Adam Baldwin, Alan Tudyk, Katee Sackhoff e John DiMaggio. Una particolarità interessante ha riguardato alcuni partecipanti al celebre machinima di Halo intitolato Red vs. Blue, che hanno collaborato e sono presenti nel gioco con ruoli cameo.
Per quanto riguarda la versione italiana, varie sono state le riconferme e meno numerosi i cambi (ad esempio nel ruolo di Lord Hood).
| Personaggio            | Doppiatore originale | Doppiatore italiano |
| ---------------------- | -------------------- | ------------------- |
| Master Chief           | Steve Downes         | Giorgio Melazzi     |
| Cortana                | Jen Taylor           | Donatella Fanfani   |
| Mente Suprema          | Dee Bradley Baker    | Riccardo Rovatti    |
| Arbiter                | Keith David          | Silvio Pandolfi     |
| Miranda Keyes          | Julie Benz           | Elisabetta Cesone   |
| 343 Guilty Spark       | Tim Dadabo           | Gigi Rosa           |
| Sergente Avery Johnson | David Scully         | Leonardo Gajo       |

## Colonna sonora

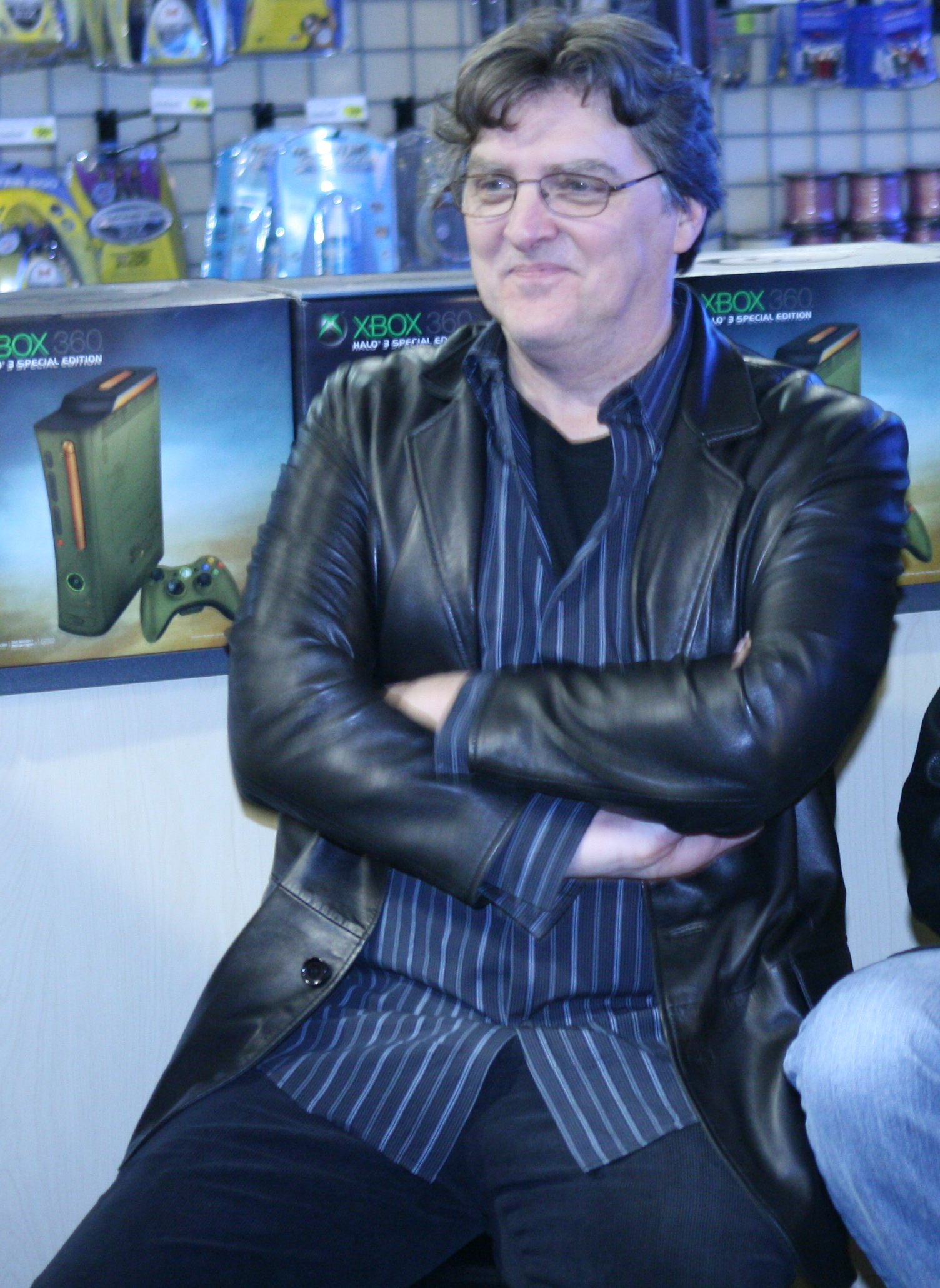
Martin O'Donnell, compositore principale di tutti i giochi Halo sviluppati da Bungie

Martin O'Donnell si preoccupò ancora una volta di comporre la colonna sonora originale di un gioco del franchise di Halo. Alcuni brani della musica del gioco andarono realizzati da un'orchestra molto più grande di quella contattata per qualsiasi altro brano dei due giochi precedenti. Ad esempio, la musica del trailer dell'annuncio è stata registrata con un'orchestra di 60 musicisti e un coro di 24 voci. Halo 3 è il primo prodotto videoludico della serie a presentare colonne sonore personalizzate, consentendo ai giocatori di sostituire la musica di gioco con quella di propria scelta. La colonna con il titolo in lingua inglese di Halo 3 Original Soundtrack fu annunciata il 20 novembre 2007. Nella colonna sonora risulta inclusa una composizione originale presentata dai fan e giudicata da Nile Rodgers, Michael Ostin e Martin O'Donnell.

## Distribuzione

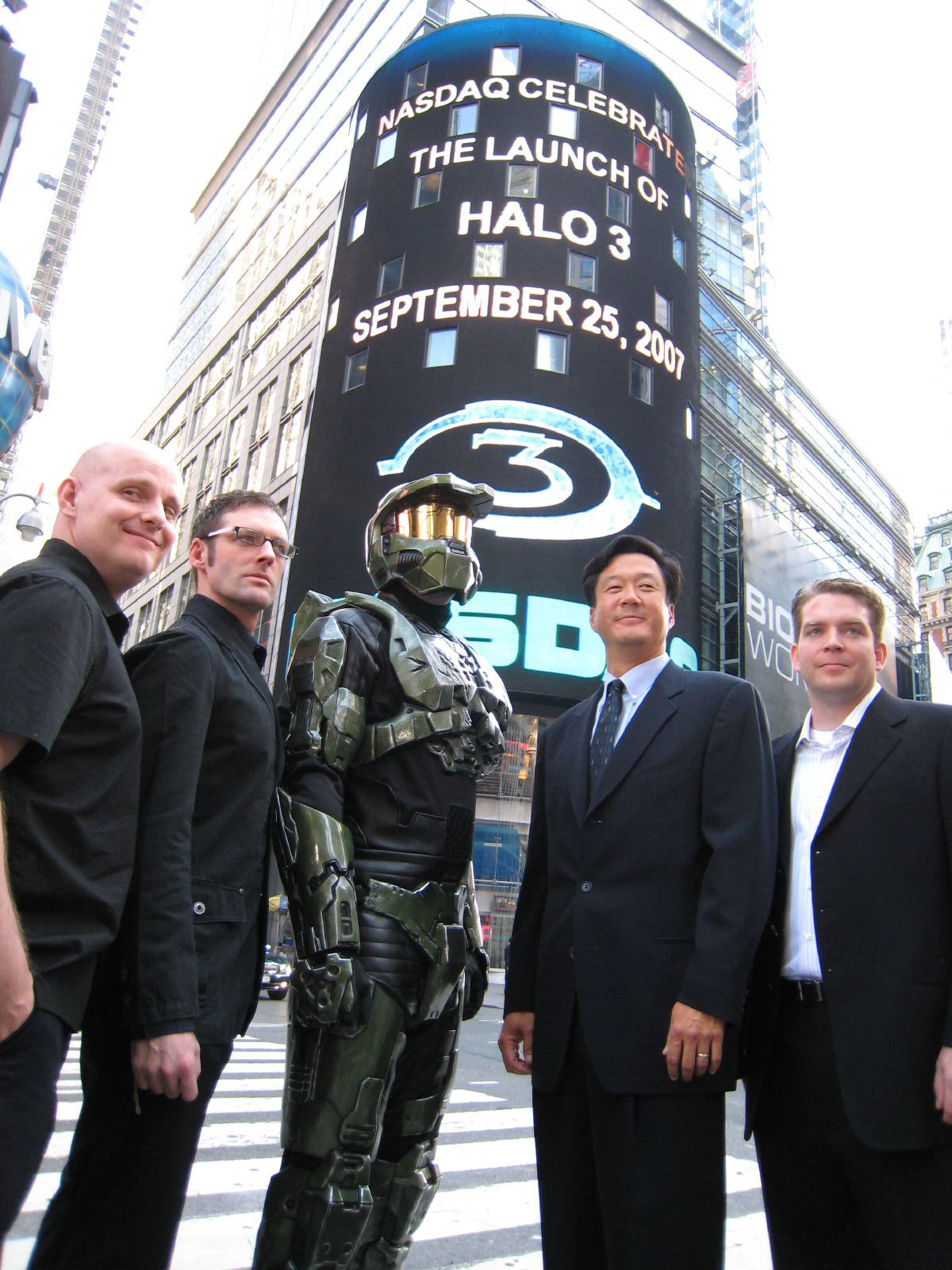
Un evento di lancio di Halo 3 si tenne presso l'edificio NASDAQ a New York il 25 settembre 2007

La Microsoft spese più di 40 milioni di dollari per la promozione di Halo 3. L'obiettivo della campagna era quello di vendere più console Xbox 360 e ampliare l'appeal del gioco anche a chi non fosse appassionato alla saga. Il marketing variò a seconda delle fasi di avvicinamento al lancio, includendo trailer del gioco, filmati in tempo reale, sequenze di gioco registrate, CGI e filmati pre-renderizzati in live action. Il 12 settembre 2007, la campagna pubblicitaria "Believe" di Halo 3 si concentrò sulla natura epica della storia e sull'eroismo raccontato attraverso dei diorama e account di terze parti delle gesta di Master Chief, partendo con un video intitolato "Museum" e proseguendo poi anche oltre l'uscita del gioco.
Durante il corso dei lavori, la Bungie pubblicò quattro "documentari per sviluppatori" che spiegavano i processi alla base della creazione di parti del gioco. Su Xbox Live un beta test multiplayer su larga scala avvenne con la partecipazione di oltre 800.000 membri del pubblico, i quali poterono così sperimentare il gioco in prima persona. A partire da giugno 2007, cominciò a diffondersi un alternate reality game chiamato Iris che tenne coinvolti diversi curiosi rivelando al contempo con cautela delle informazioni di base del gioco. La versione definitiva venne accolta con degli eventi dedicati al lancio e tenutisi in tutto il mondo.
I legami delle strategie di commercializzazione di Halo 3 si estesero ad altri prodotti, nella speranza così di allargare il pubblico interessato. A titolo di esempio, la PepsiCo annunciò una nuova linea di bibite, una variante del Mountain Dew denominato Game Fuel, marchiato con il logo Halo 3 e Master Chief. Sempre allo scopo di ampliare gli interessati, anche alcuni negozi 7-Eleven pubblicizzarono Halo 3 e misero in commercio delle coppe speciali e delle copie del gioco. I negozi di Gamestation presenti nel Regno Unito offrirono una statuetta di Master Chief in edizione limitata disponibile per i primi 1.000 preordini.

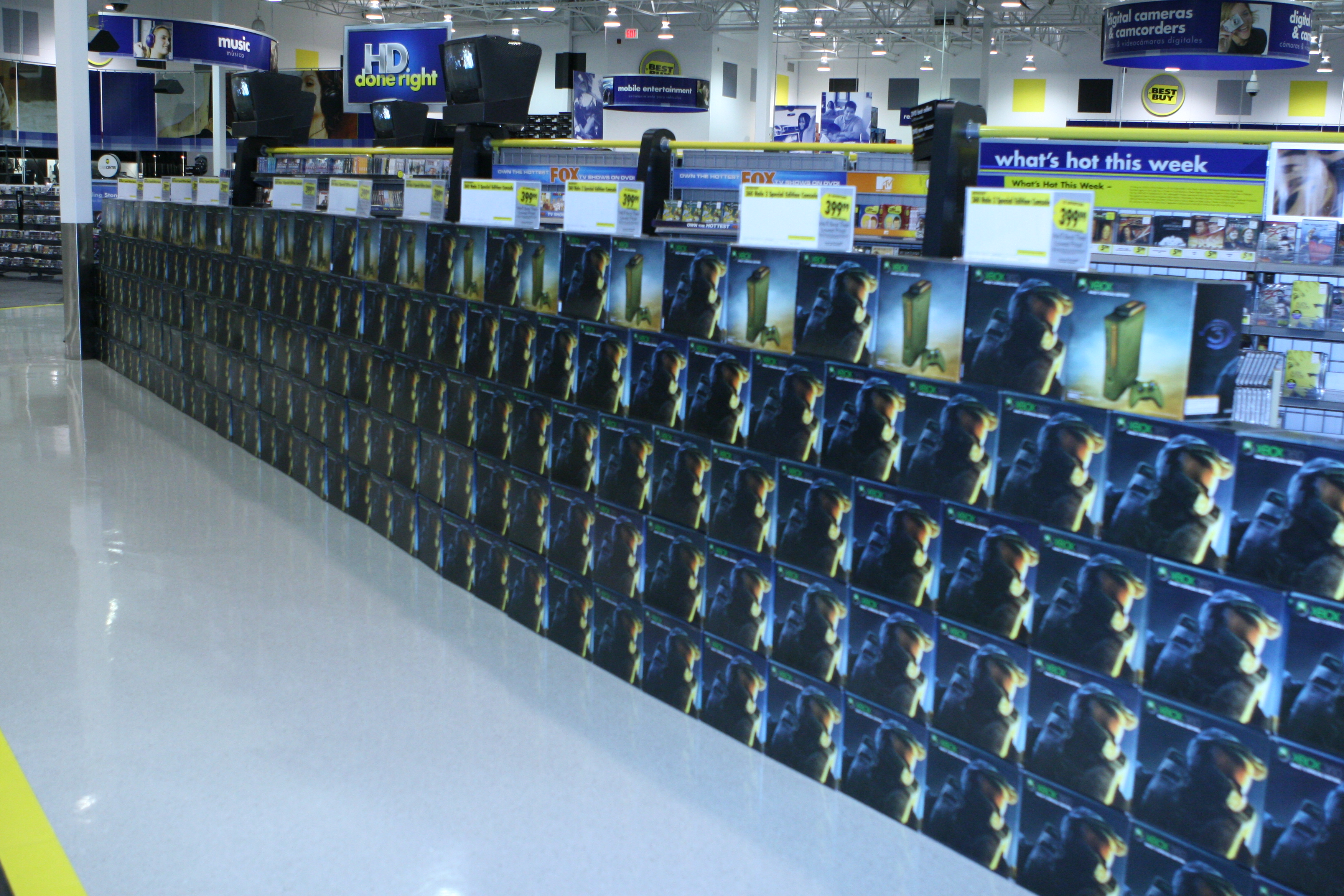
Negozio con centinaia di copie del gioco prima della vendita.

L'ultima copia di prova del gioco prima della sua versione gold, denominata in codice "Epsilon" ed etichettata dalla Bungie come quasi completa, trapelò sul web mesi prima della data di uscita. Microsoft reagì a questa fuga di notizie vietando fino all'anno 9999 gli account Xbox Live dei giocatori sorpresi a riprodurre la copia fatta scoprire al pubblico. Le copie al dettaglio del prodotto, complete di fotografie della scatola aperta, fecero presto la loro comparsa sul sito di aste di eBay settimane prima del lancio, così come avvenne per opera del rivenditore del catalogo del Regno Unito Argos, che rese visibili per errore alcune delle sue copie sette giorni prima. La divisione Entertainment and Devices di Microsoft si dichiarò «delusa» per quanto avvenuto su Argos, ma affermò altresì di non aver intenzione di eseguire dei provvedimenti per un «errore in buona fede». Anche la copia di vendita al dettaglio finì online più di una settimana prima del lancio, con il file di 6.14 gigabyte del gioco illegalmente estratto da un disco e scaricato da migliaia di persone entro 24 ore. I video del finale di Halo 3 ottenuti grazie a tale copia furono filmati e pubblicati su siti di condivisione video.
Il giorno di messa in commercio di Halo 3 fu il 25 settembre 2007, con tre versioni separate disponibili al dettaglio: quella standard, quella in edizione limitata e quella leggendaria. La prima conteneva il disco di gioco, il manuale e un piccolo poster con la mappa di controllo e degli schizzi del gioco. L'edizione limitata, contenuta in una custodia di metallo, includeva il disco del gioco, il manuale, il poster, il disco bonus Xbox 360 con le featurette e un "Bestiarum" con copertina rigida, una raccolta di informazioni e schizzi relativi alle specie, le culture e le civiltà di Halo 3. L'edizione leggendaria conteneva il disco di gioco, il manuale, il poster, il disco bonus interattivo, il Bestiarum su DVD, il DVD leggendario con contenuti esclusivi e una replica in scala dell'elmo di Master Chief come custodia per i tre dischi. La confezione con fodera si apriva in un grande poster di Master Chief. Qualche mese dopo, si andarono a sovrascrivere le critiche di chi, nell'edizione limitata di Halo 3, aveva trovato i dischi graffiati per via della posizione in cui essi erano conservati, ovvero uno parzialmente sopra l'altro. Per risolvere il problema, la Microsoft introdusse un servizio di assistenza per la sostituzione del disco.
Il giorno prima della sua uscita ufficiale, erano 4,2 milioni le copie di Halo 3 disponibili nei punti vendita.
Halo 3 divenne scaricabile gratuitamente per gli abbonati Xbox Live Gold tramite il programma "Games with Gold" nell'ottobre 2013. Il gioco è stato poi reso retrocompatibile su Xbox One nel 2017. Una versione del gioco realizzata specificatamente per Xbox One, con grafica a 1080p e 60 frame al secondo, è stata inclusa come parte di Halo: The Master Chief Collection per Xbox One nel 2014. Halo 3 è stato nuovamente ripubblicato come parte della versione Windows di  The Master Chief Collection nel 2020.

### Contenuto scaricabile

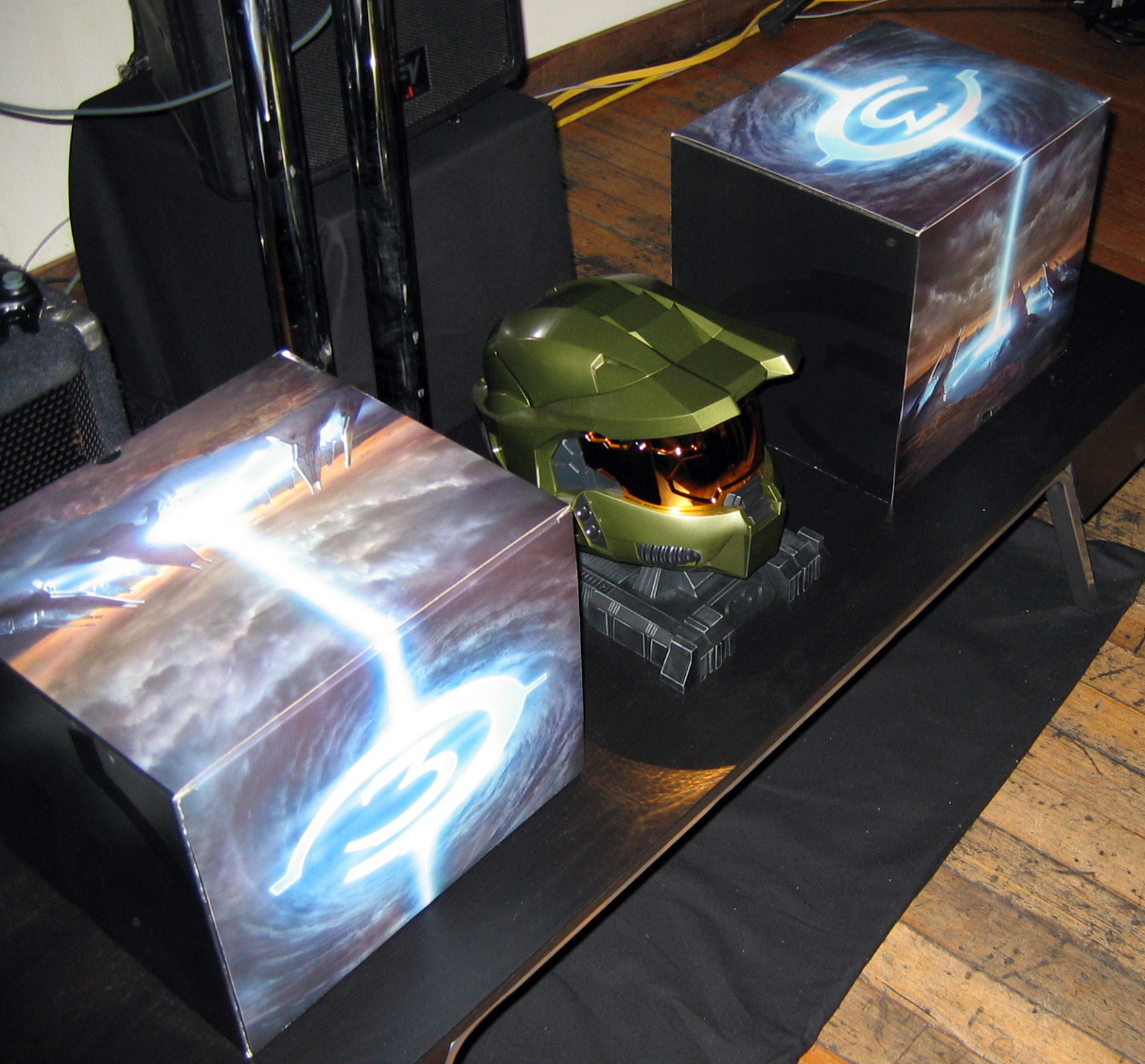
L'edizione leggendaria del gioco

Halo 3 supporta il contenuto scaricabile delle mappe multiplayer e gli aggiornamenti del gioco tramite Xbox Live. Le prime tre mappe multiplayer pubblicate dopo il giorno di lancio, "Standoff", "Rat's nest" e "Foundry", videro la luce come parte del pacchetto dell'11 dicembre 2007 noto come "Pacchetto mappe Heroic" (Heroic Map Pack). Un secondo gruppo di tre mappe che includeva un remake di Halo 2 comprendeva "Lockout", ribattezzata "Blackout", l'inedità "Città Fantasma" e un remake della mappa Halo: Combat Evolved "Sidewinder", intitolata "Valanga" sono stati raggruppati nel "Pacchetto mappe Legendary" (Legendary Map Pack) edito il 15 aprile 2008. Le mappe introducevano dei filtri visivi nella modalità Forge e introducevano oggetti ulteriori da poter inserire. Un remake della mappa Halo: Combat Evolved "Chill Out", intitolata "Cella frigorifera", è stata resa scaricabile gratuitamente durante "Bungie Day" del 2008, in data 7 luglio. Il terzo pacchetto mappe multiplayer, intitolato "Pacchetto mappe Mythic" (Mythic Map Pack) si componeva dalle mappe "Orbital", "Assembly" e "Sandbox" ed è poi stato messo in commercio assieme all'edizione limitata di Halo Wars. La disponibilità del trio di mappe venne poi ampliata quando esso divenne scaricabile dal marketplace di Xbox Live il 9 aprile 2009. Il quarto e ultimo pacchetto mappe multiplayer, il "Pacchetto mappe Mythic II" (Mythic II Map Pack), fu reso accessibile al pubblico il 2 febbraio 2010. Questo includeva le tre nuove mappe di Halo 3: ODST: "Cittadella", "Porto industriale" e un remake della mappa di Halo 2 "Midship", intitolata "Heretic".
In data 19 febbraio 2008 uscì il primo aggiornamento della versione di Halo 3, con l'intento di risolvere vari bug come la risoluzione dei colpi corpo a corpo e gli errori nel salvataggio delle clip in modalità cinema. Il successivo update, etichettato quale "aggiornamento del titolo", divenne disponibile il 23 settembre 2008: esso includeva nuovi obiettivi, un nuovo sistema di classificazione in basi ai punti XP e vari nuovi strumenti funzionali a rilevare e sanzionare i giocatori scorretti. Si trattò dell'ultimo aggiornamento pianificato per Halo 3.

## Accoglienza

### Vendite e popolarità

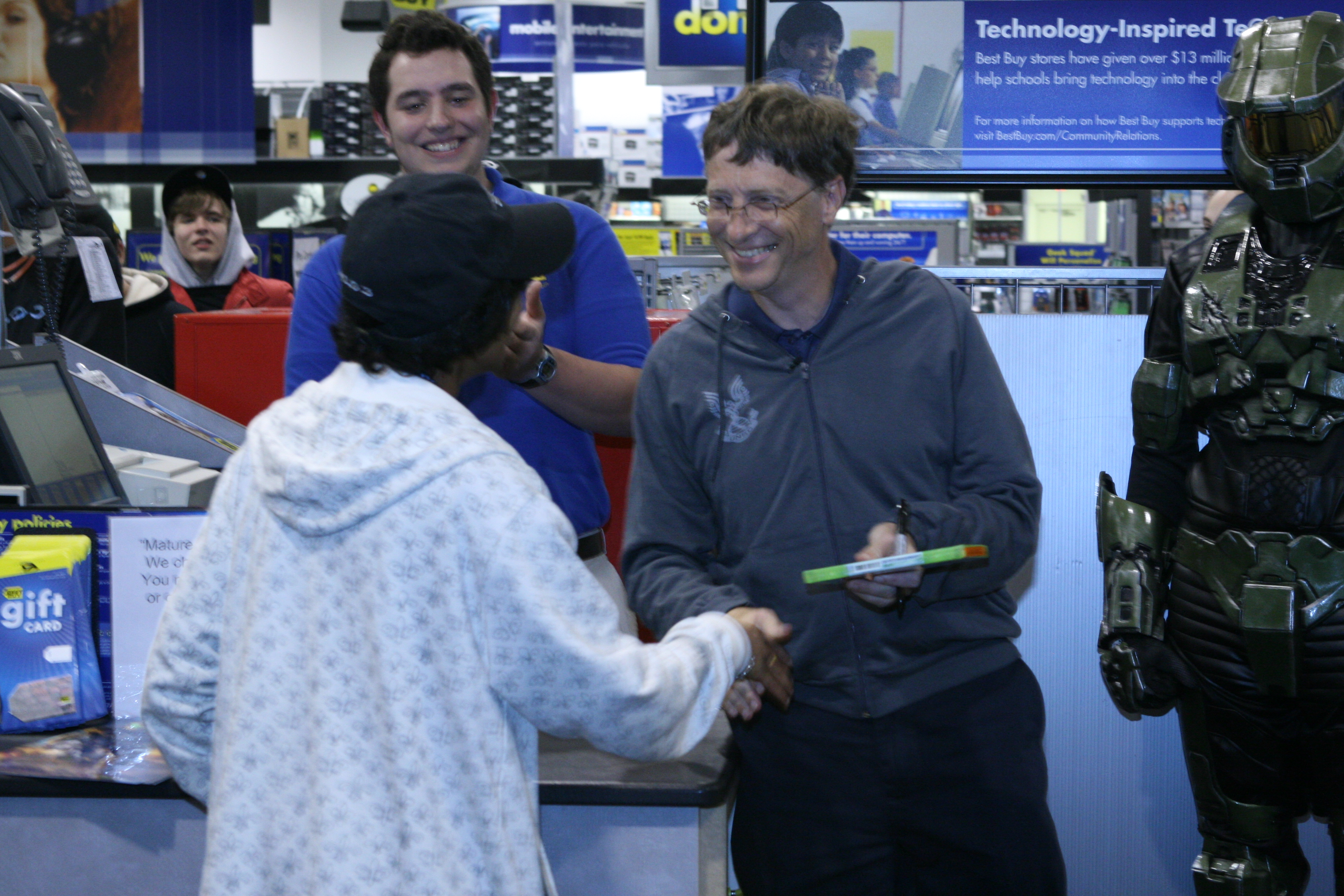
Bill Gates vende la prima copia ufficiale di Halo 3 a Ritesh David, al Best Buy di Bellevue, nello stato di Washington, USA. Si trattò dell'unico oggetto autografato da Gates al momento del lancio

Le vendite del primo giorno di Halo 3 raggiunsero i 170 milioni di dollari negli Stati Uniti, stabilendo un record per il maggior incasso lordo di un videogioco entro 24 ore dalla sua uscita. Un simile risultato surclassò il record precedente, detenuto peraltro dal predecessore Halo 2, che aveva fatto registrare 125 milioni di utili nel giro di 24 ore dal suo lancio. Il gioco fu inoltre preordinato da oltre un milione di persone in Nord America. Nella prima settimana si fatturarono in tutto il mondo più di 300 milioni di dollari, cifra che consentì più del doppio delle vendite di Xbox 360 rispetto alla media settimanale antecedente al lancio di Halo 3. Entro il 2010, Microsoft segnalava un incasso totale di 600 milioni di dollari.
Negli Stati Uniti, Halo 3 toccava le 3,3 milioni di copie acquistate nei suoi primi 12 giorni di vendita, salite a 3,7 entro il 15 novembre 2007. Reuters stimava che Halo 3 avesse venduto fino a 5,2 milioni di copie in tutto il mondo nelle prime due settimane dopo il lancio. Entro il 30 novembre 2007, Halo 3 aveva venduto 5 milioni di copie in tutto il mondo, raggiungendo il primato come videogioco più venduto del 2007 negli Stati Uniti, malgrado il prodotto fosse disponibile in esclusiva su una console. Il 3 gennaio 2008 Microsoft annunciò che Halo 3 aveva venduto 8,1 milioni di copie. Il gioco attirò oltre un milione di membri Xbox Live per giocare online nelle prime 20 ore, diventando così il prodotto maggiormente diffuso della storia dei titoli Xbox Live disponibili fino a quel momento storico. Il gioco tornò tra le prime 20 posizioni delle classifiche di vendita più di un anno dopo la sua uscita, nel febbraio del 2009; Gamasutra sottolineò come l'impennata poteva spiegarsi con la messa in commercio di Halo Wars. Secondo Microsoft, 14,5 milioni erano state le copie acquistate di Halo 3 fino al 2012. Il gioco rappresentò anche il videogioco più richiesto del 2007 negli USA, vendendo da solo più di diverse esclusive Sony messe insieme.
Advertising Age riferiva che i dirigenti degli studi cinematografici erano convinti che l'uscita di Halo 3 avesse danneggiato gli incassi al botteghino; il guadagno settimanale calò infatti del 27% rispetto al rendimento dell'anno precedente. Mentre alcuni dirigenti dichiararono che la disparità tra il lordo stimato ed effettivo per film come Lo spaccacuori fosse dovuta più alla scarsa attenzione destata dal film, altri analisti credevano che «il pubblico di [Halo 3] rubò quella fetta di pubblico tra i 18 e i 34 anni che sarebbe stata praticamente la più presente nei cinema», comportando dunque una diminuzione degli incassi. Tuttavia, delle ricerche successive lasciarono intuire che gli utenti di Halo 3 stessero guardando ancora la stessa quantità di televisione e film, indipendentemente dal tempo trascorso a giocare.

### Critica
| Testata                | Giudizio |
| ---------------------- | -------- |
| Metacritic             | 94/100   |
| 1UP                    | A+       |
| Edge                   | 10/10    |
| Eurogamer              | 10/10    |
| Famitsū                | 37/40    |
| GameInformer           | 9.75/10  |
| IGN                    | 9,5/10   |
| Official Xbox Magazine | 10/10    |
| XPlay                  | [ 100 ]  |

Halo 3 ha ricevuto il plauso della critica al momento della sua uscita, come dimostra tra i tanti dati la media di 94/100 sul sito web aggregato Metacritic. Wesley Yin-Poole, per conto di Pro-G, assicurò ai lettori che Halo 3 fosse stato all'altezza dell'enorme clamore che si era generato prima del lancio, sottolienando come il gioco rappresentasse «tutto ciò che speravamo fosse, anzi molto, molto, di più». Recensori tra cui Rob Fahey di Eurogamer, Charlie Barrett di GamesRadar e Jeff Gerstmann di GameSpot hanno ritenuto che la formula sottostante dei precedenti giochi Halo fosse rimasta invariata, ma che ciò non costituisse un malus. «Ogni genere di fan di Halo, da quello più accanito a quello che si adatta e passando per il neofita, troverà qualcosa che lo soddisferà nella terza avventura di Master Chief», ha affermato Barrett, mentre Hilary Goldstein di IGN ha definito Halo 3 «il gioco più completo disponibile su qualsiasi console», affermando in particolare che «la funzionalità della Fucina e il cinema alzano il livello degli sparatutto per console così tanto da poter non essere mai scavalcati in questa generazione». Le disponibilità fornite dal gioco, tra cui ad esempio attrezzature e nuovi veicoli, hanno ricevuto generalmente elogi; Gerstmann e Goldstein hanno notato che l'equipaggiamento assumeva un peso maggiore nelle partite multiplayer rispetto alla storia principale.
Il giudizio sulla campagna non ha fatto registrare consensi unanimi né in positivo né in negativo. Yin-Poole ha considerato il brusco finale sospeso di Halo 2 deludente, mentre al contrario la campagna di Halo 3 aveva suscitato molte più emozioni positive. Gerstmann, Gabe Graziani di GameSpy e Goldstein hanno ritenuto la campagna troppo breve, specialmente se si gioca a livelli di difficoltà più facili o assieme a tre giocatori in modalità cooperativa. Goldstein ha mantenuto toni critici nei confronti dell'ottavo livello, affermando: «Il penultimo livello è così brutto che, solo a pensarci, mi viene il voltastomaco». Charles Herold, per conto del New York Times, ha detto che il gioco aveva una trama «usa e getta» e Total Video Games ha giudicato deludente la campagna. Goldstein e Steve West di Cinema Blend hanno ritenuto che una parte della storia del gioco fosse andata perduta a causa del fatto che l'Arbiter non avesse avuto più il medesimo peso di Halo 2.
La maggior parte dei giudizi concordava sul fatto che il multiplayer fosse di gran lunga una delle migliori potenzialità; IGN ha affermato che la gamma di mappe multiplayer risultava la più completa della serie, e GameSpy ha aggiunto che «ogni mappa [multiplayer] è stata disegnata con estrema accuratezza». L'editor di livelli, la Fucina, e le caratteristiche dei filmati salvati sono stati ritenuti elementi particolarmente validi, oltre alla superba recitazione nel doppiaggio e all'apprezzabile colonna sonora di Martin O'Donnell.
Altre lamentele si sono concentrate sull'intelligenza artificiale; i critici hanno elogiato l'IA nemica, ma hanno mostrato delle riserve sugli alleati, le cui movenze sono state considerate più lacunose. Bryan Vore di Game Informer ha detto che i volti umani e alcune trame erano praticamente «imbarazzanti».

## Riconoscimenti
Halo 3 ha ricevuto vari premi e riconoscimenti, così come altrettante candidature. Nominato per sette premi da Spike TV Awards, tra cui ha vinto quello come "Miglior servizio multigiocatore" e quello di "Most Addictive Video Game Fueled by Dew". Ha conseguito inoltre il premio del Time quale "Gioco dell'anno" e IGN lo ha selezionato quale miglior gioco multiplayer online per Xbox 360 e design innovativo del 2007. La Visual Effects Society ha assegnato alla Bungie il premio "Miglior grafica in tempo reale in un videogioco" per Halo 3. Halo 3 ha vinto il Calvin Award come "Miglior videogioco" su assegnazione di Box Office Prophets. Halo 3 ha altresì vinto il riconoscimento quale Gioco dell'anno 2007 per Xbox 360 da GameTrailers ed è stato votato dai fan per il medesimo premio su G-Phoria. Edge ha assegnato al prodotto un premio per l'innovazione rappresentata nel mondo dell'intrattenimento nell'agosto 2008. Nel 2010, il gioco è stato annoverato tra uno dei titoli del libro di Peter Molyneux I 1001 videogiochi da giocare prima di morire (1001 Video Games You Must Play Before You Die).